# Karel Pič
Karel Pič (Esperanto: Karolo Piĉ; Litomyšl, 6. prosinca 1920. – Litomyšl, 15. kolovoza 1995.) bio je vodeći češki esperantist, akademik, pjesnik, esejist, prozaist i romanopisac.
U esperantskim jezičnim krugovima postao poznat po uvođenju brojnih novotvorenica (neologizama), koje su dovele do brojnih neslaganja, gotovo i podjela.
U književnim krugovima esperantista zapamćen po poluautobiografskom romanu La Litomiŝla tombejo (Litomiško groblje), smještenom u njegovom rodnom gradu, gdje je nakon smrti i pokopan. Djelo se smatra jednim od najvećih dostignuća esperantske književnosti uopće, a svrstava se i u "Esperantske klasike".
Prve doticaje s esperantom ima 1937. Pisao je članke i eseje za novine Literatura Mondo i La Nica literatura revuo. Od 1972. do smrti bio je član Esperantske akademije.

## Djela
Novele
- Ekkrioj de Georgino (Georgijine suze)
- Fabeloj el transe (Bajke s druge strane)
- La Davida harpo (Davidova harfa)
- Aboco (ABC)
- Angoro (Muka)

Romani
- La Litomiŝla tombejo (Litomyško groblje)
- Ordeno de verkistoj (Orden pisaca)
- Mistero de tri unuoj (Misterij trojice)
- La Bermuda triangulo (Bermudski trokut)
- Klaĉejo (Gnijezdo)